# Mission: Impossible III
A Mission: Impossible III (M:I:III) a Mission: Impossible című tévésorozaton alapuló mozifilmek harmadik része. Tom Cruise visszatér Ethan Hunt IMF (Impossible Mission Force) ügynök szerepében, mellette feltűnik Philip Seymour Hoffman, Ving Rhames, Michelle Monaghan, Billy Crudup, Keri Russell, Jonathan Rhys Meyers, Maggie Q, Sasha Alexander, Simon Pegg és Laurence Fishburne.
A filmet J. J. Abrams, az Alias alkotója és a Lost – Eltűntek executive producere rendezte.
Ősbemutatója a 2006-os Tribeca Filmfesztiválon volt április 26-án, majd az Amerikai Egyesült Államok mozijaiban május 5-én debütált. Ezt 19 ország előzte meg egy-két nappal szerte a világon, köztük Magyarország is.
A forgatás 2005 júliusában vette kezdetét az olaszországi Rómában. Mindent szigorúan titokban tartottak a készítők, s csak nagyon kevés információ látott napvilágot a cselekményt és a szereplők személyét illetően a munkálatok alatt. További helyszínül Berlin, Sanghaj, Xitang, Virginia és Kalifornia szolgált a forgatás alatt.

## A szereplők
| Szereplő         | Színész                | Magyar hang     |
| ---------------- | ---------------------- | --------------- |
| Ethan Hunt       | Tom Cruise             | Rékasi Károly   |
| Owen Davian      | Philip Seymour Hoffman | Szakácsi Sándor |
| Luther Stickell  | Ving Rhames            | Bognár Tamás    |
| John Musgrave    | Billy Crudup           | Miller Zoltán   |
| Julia Meade      | Michelle Monaghan      | Roatis Andrea   |
| Theodore Brassel | Laurence Fishburne     | Kőszegi Ákos    |
| Declan Gormley   | Jonathan Rhys Meyers   | Nagy Ervin      |
| Lindsey Farris   | Keri Russell           | Létay Dóra      |
| Zhen Lei         | Maggie Q               | Györgyi Anna    |
| Benji            | Simon Pegg             | Kassai Károly   |

## Cselekmény
|  | Alább a cselekmény részletei következnek! |

Ethan Hunt (Tom Cruise) otthagyta az Impossible Mission Force csapatának vezetői posztját, hogy csendes életet élhessen menyasszonyával, a nővérként dolgozó Juliával (Michelle Monaghan).
A film in medias res kezdődik, amint Davian Juliát és Huntot fenyegeti. Majd visszaugrunk az időben öt napot. Egy partin vagyunk, ahol Huntot felhívja az IMF operációs direktora, Musgrave (Billy Crudup), egy küldetés ügyében. Hunt először visszautasítja az ajánlatot, ám megnéz egy eldobható fényképezőgépbe rejtett felvételt, s ráeszmél, hogy a küldetés korábbi tanítványa, Lindsey Farris (Keri Russell) IMF ügynök kiszabadítása, akit Berlinben ejtett foglyul egy fegyverkereskedő, Owen Davian (Philip Seymour Hoffman). Belemegy, hogy részt vesz az akcióban, s találkozik csapata tagjaival, Declannal (Jonathan Rhys Meyers), Luther Strickellel (Ving Rhames) és Zhennel (Maggie Q). Sikerrel járnak, ám Lindsey négy perccel később meghal, mikor a Davian által a fejébe helyezett nitroglicerines kapszula felrobban. Lindsey temetésén Hunt hívást kap egy csomagküldő szolgálattól, akiktől megtudja, hogy Lindsey csomagot küldött neki Berlinből. Hunt begyűjti a küldeményt, ami egy képeslap, bélyege alatt egy mikrofilmmel.
Hunt úgy dönt, maga indul Davian után, s megcélozza egy két nap múlva esedékes vatikánvárosi konferencián. Az akcióról Hunt felettesei, Brassell IMF vezető és Musgrave nem tudnak. Indulása előtt Hunt azt mondja Juliának, hogy üzleti útra megy. A lány érzi, nem mond igazat, de meggyőzésképpen igaz szerelméről Hunt elveszi őt a kórházban, ahol Julia dolgozik. Vatikánvárosban a csapat egy arcmaszknak köszönhetően Huntot Davianre formálja. Hunt megszerez egy Daviannek szánt aktatáskát, ami információt tartalmaz egy biológiai fegyverről, a "Nyúlláb"-ról, s elfogja a férfit. Repülőn szállítják vissza Daviant az Egyesült Államokban, s az úton Hunt információ próbál kicsikarni belőle, de az nem mond semmit, ehelyett Huntot és feleségét fenyegeti.
Mialatt a Chesapeake Bay-hídon szállítják át Daviant, Luther átadja a Lindsey microdotjáról nyert információt. A videoüzeneten Lindsey elmondja, hogy Davian hívást kapott Brassell irodájából, így tudta, hogy ő Berlinben van. Valaki az IMF-nél áruló. Mialatt a videóval vannak elfoglalva, egy harci légijármű tűnik fel és nyomkövető rakétákkal kezdi bombázni a hidat, nagy részeket lerobbantva. Egy helikoptert fedez, amiből maszkos kommandósok megszöktetik Daviant. Hunt egy G36K-val leszedi a rakétás gépet, de kifogy a lőszerből, mikor a helikopterre tüzelne. Hunt rövidesen egy telefonhívást kap, melyből kiderül, Davian túszul ejtette Juliát, s azzal fenyegetőzik, végez vele, ha Hunt pontosan negyvennyolc óra múlva nem szolgáltatja vissza neki a "Nyúllábat" egy sanghaji épületben. Huntot hirtelen körbeveszi az IMF ügynökcsapata, akiknek parancsa, hogy bevigyék őt, s egy rövid üldözés után el is fogják. Ezután elkülönítik és kifaggatják. Brassell és Musgrave jelenik meg, s miután Brassell elhagyja a helyiséget, Musgrave Hunt tudtára adja, hogy tud Davian ultimátumáról, s egy pengét ad neki, amivel kiszabadíthatja magát. Huntnak sikerül a szökés, s egy lopott rádiót használva, Brassell hangját utánozva ütköző parancsokat ad a biztonságiaknak, s kijut az épületből. Sanghajba repül, ahol a csapata már vár rá.
Hunt bázisugrással próbál bejutni egy épület tetejére, amelyben a Nyúllábat őrzik. Öt perccel az idő lejárta előtt sikerül megszerezni a fegyvert. A találkozó helyszínén Huntot elkábítják; mikor magához tér, egy nitroglicerines kapszulát kap a fejébe az orrlukán keresztül. Annak ellenére, hogy odaadta neki, Davian követeli a Nyúllábat Hunttól, lábon lőve a betömött szájú Juliát, mikor megelégeli Hunt egyre fokozódó, kétségbeesett kérlelését, miszerint ő átadta, amit kért. Davian fejbelövi Juliát, s elhagyja a szobát, átengedve a terepet a beépő Musgrave-nek, aki elmagyarázza a szituációt a letaglózott és megsemmisült Huntnak. Davian eladja a Nyúllábat Amerika közel-keleti ellenségeinek, masszív megtorlást provokálva, ha használják a jövőben. Amerika ezután megszáll és megtisztít, ami dollármilliárdos szerződéseket generál. Musgrave felfedi, hogy nem lehettek biztosak benne, hogy Hunt nem játszik-e kettős játékot, így Julia életével szorították sarokba, majd ráébreszti a szuperügynököt arra, hogy az áldozat Davian korábbi biztonsági főnöke és tolmácsa, aki egy Julia arcát idéző maszkot viselt. Mikor Musgrave egy mobilt nyújt Ethan arcához, hogy az hallja, Julia életben van, Hunt megharapja a kezét, s Musgrave elesik és eszméletét veszti. Hunt egy tollal kinyitja bilincseit és az áruló telefonjával megpróbál Julia nyomára akadni a korábbi hívás alapján.
Hunt dühödten fut közel egy mérföldet, s rátalál Juliára, ám mielőtt megszöknének, Davian felfedezi őket. Aktiválja a Hunt fejébe helyezett bombát és kegyetlenül ütlegelni kezdi; azzal fenyegetőzik, hogy megöli Juliát Hunt szeme láttára, ám a küzdelem hevében Huntnak sikerül kilöknie a szűk utcára, ahol egy teherautó elcsapja és azonnal megöli Daviant. Huntnak ki kell ütnie magát, hogy hatástalanítsa a bombát, de előtte megmutatja Juliának a Beretta 92F használatát, majd arra kéri, használja rajta a defibrillátort. Julia aktiválja az eszközt, a detonátor áramkörei felmondják a szolgálatot, de Hunt szíve is leáll. Mielőtt megpróbálja visszahozni, Julia szembekerül a Nyúllábbal érkező Musgrave-vel, s megöli a férfit. Kétségbeesve próbálja újraéleszteni szerelmét, s mikor nem reagál, verni kezdi a mellkasát, amitől Hunt hirtelen magához tér. Amint Shanghai utcáin sétálnak, Hunt azt magyarázza Juliának, hogy egy Impossible Mission Force nevű ügynökségnek dolgozik…
Otthon, az IMF főhadiszállásán Brassell elmondja Huntnak, hogy akciója felkeltette a Fehér Ház figyelmét, s egy különleges posztot ajánlottak számára. Hunt válasza, hogy mielőtt bármit is tenne, élvezni akarja Juliával a nászútját. Elmenőben, Hunt megkérdezi Brasselltől, mi is pontosan a Nyúlláb, de Brassell csak akkor hajlandó elárulni, ha ígéretet tesz rá, hogy az IMF-nél marad. Hunt reakciója, hogy majd küld Brassellnek egy képeslapot, elmosolyodik, és Juliával az oldalán kifelé veszi az irányt, háta mögött hagyva mosolygó és tapsoló csapatát.

## Produkciós jegyzetek
David Fincher (Harcosok klubja, Hetedik) rendező volt kijelölve az M:i:III-ra, de egy másik film miatt otthagyta a produkciót. Joe Carnahan, a Narkó direktora váltotta, de végül ő is kilépett.
Dean Greogaris és Frank Darabont is dolgozott a forgatókönyv korai változatán.
A produkciót 2004 vége felé jegelték, így Cruise-nak alkalma nyílt a Világok harcán dolgozni.
Eredetileg 2005-ös bemutatóra szánták a filmet, s a halasztás miatt több színésznek is el kellett hagynia a produkciót, így Carrie-Anne Mossnak és Kenneth Branagh-nak. Scarlett Johansson és Lindsay Lohan is felmerült Cruise partnereként. Ricky Gervaisnek – aki szerepelt J. J. Abrams tévésorozata, az Alias egyik epizódjában – is szántak egy kis szerepet, de amikor ez kibővült, ő is kiszállt. Helyette a brit színész/forgatókönyvíró Simon Pegg játssza Ethan Hunt segítőjét.
Cruise forgatási engedélyt kért a Reichstag épületébe, de ezt megtagadták.
A Mission: Impossible III első tévészpotja a tízből a Super Bowl-on debütált, kétszer volt látható a WWE Monday Night RAW-on, továbbá az FX-en sugárzott Kemény zsaruk című sorozat után is leadták.
Tom Cruise külön kérésére Kanye West átdolgozta a Mission: Impossible főtémáját, csakúgy, mint ahogy a Limp Bizkit tette ezt a Mission: Impossible 2.-höz; Kanye verziója a főcím vége felé hallható. Ezen felül West készített egy "Impossible" című tracket (Twista, Keyshia Cole és BJ Thomas közreműködésével) a film soundtrackjére, de ez végül Kanye új albumán, a Graduation-ön jelenik meg.
A film promotálására a Los Angeles Times 4 500 árusítódobozába digitális audiólejátszókat helyeztek el találomra, amik a főtémát kezdték el játszani, ha kinyitották őket. Igen ám, de a piros dobozok nem mindig maradtak rejtve, esetenként az újsághalom tetejére kerültek, s bomba látszatát keltették. Rendőrségi bombaszakértők felrobbantották a dobozokat, s egy esetben lezártak egy kórházat is a "fenyegetés" miatt. A problémák ellenére a Paramount és a The LA Times a film nyitását követő két napig e dobozokban hagyta a lejátszókat.

## Fogadtatás
A Mission: Impossible III többnyire pozitív visszajelzéseket kapott a kritikusoktól, s jelenleg a legmagasabb értékelést tudhatja magáénak a Mission Impossible filmek közül az IMDb-n.
Amerikaszerte 4 054 moziban indítva (minden idők 7. legszélesebb bemutatója) a film könnyedén a box office lista élére került. Nyitónapján 16,6 millió dollárt hozott, a teljes hétvégét pedig 47,7 millióval zárta, ami erős rajt, ám mégis a várakozásokon aluli, s közel 10 millió dollárral kevesebb a második rész startjánál. A produkció második hetére is megőrizte a vezető pozíciót 25 millió dollárral (maga mögé utasítva az indító Poseidon 22,2 millióját).
Nemzetközi berkekben a sorozat második folytatása 70 millió dollárt gyűjtött első öt napján. Június közepén átlépte a 200 millió dolláros határt, s világviszonylatban 397 millióig vitte, 2006 egyik toplistás helyezettjeként.
Magyarországon a Mission:Impossible III május 4-én debütált, alulmaradva a várakozásokkal szemben. A filmet Budapesten mindössze 20 465 néző látta az első hétvégén, messze elmaradva az első rész 55 189 és a második epizód 56 061 nézős eredményétől. Országszerte összesen 122 ezer látogató váltott rá jegyet.

## Érdekességek
- A végefőcímben a köszönetnyilvánítások utolsó sorában a Hanso Foundationt olvashatjuk a Lost – Eltűntek című tévésorozatból. Ez természetesen J. J. Abrams rendező miatt van, aki társalkotója a sorozatnak.
- A Cinémas Guzzo magazin szerint Halle Berry feltűnt volna egy szerepben, de végül Michelle Monaghan mellett döntöttek.
- Mikor Brassell úgy írja le Owen Daviant, mint láthatatlan ember, mellékesen megjegyzi Musgrave-nek, hogy Wells, és nem Ellison. Ezt úgy érti, Davian olyan, mintha fizikailag láthatatlan lenne, bármerre is jár, akárcsak Wells A láthatatlan embere, s nem szociológiai értelemben véve észre nem vett, mint a protagonista Ellison láthatatlan embere.
- A május 19-21-ei hétvégén a film 103 535 579 dollárral 2006 második 100 millió dollárt átlépő filmje lett (az első a Jégkorszak 2. – Az olvadás volt).
- A vatikáni jelenetekben több nőt is láthatunk, köztük Zhen ügynököt, akik rövid, ujjatlan ruhát viselnek. A valóságban azonban a Vatikánnak szigorú előírásai vannak az öltözetet illetően, így tilos az olyan ruha, amiből a láb térd feletti vagy a kar könyök feletti része kilátszik.
- Ethan Hunt a cseh útlevelét használja, mikor Sanghajba repül, melyen a Pavel Sobotka név szerepel (ez feltehetőleg a Mission:Impossible első részében szereplő prágai küldetésből van neki). Két mondatot mond csehül: "V Číně jsem ještě nebyl. Je tam hezky?" (Nem voltam még Kínában. Szép hely?), mialatt útlevelét ellenőrzik.
- A színpadias vidéki kínai falu (Xitang) a film vége felé, amin Ethan Hunt átszalad, nem Sanghajban található, ahogy azt a filmben állítják. Az itt játszódó éjszakai jeleneteket azonban, köztük a felhőkarcolósat és az olajszállító kamionost valóban Sanghajban vették fel.
- Abban a jelenetben, ahol Hunt ügynök kiugrik az épületből, miután megszerezte a Nyúllábat, a Sanghaj központján átfolyó Huangpu folyó keleti oldalán van. 2 kilométerre ér földet, a Yanan autópálya közelében, a folyó nyugati partján.

## Díjak és jelentősebb jelölések
- California on Location Awards (2006)
  - díj: az év produkciós csapata
- Golden Trailer Awards (2006)
  - díj: legjobb akció
  - díj: a show legjobbja
  - díj: 2006. nyári blockbuster
- Satellite Awards (2006)
  - díj: legjobb DVD-extrák